# Dayot Upamecano
Dayotchanculle „Dayot“ Oswald Upamecano (n. 27 octombrie 1998, Évreux, Franța) este un jucător de fotbal francez, cu origini din Guinea-Bissau. Este fundaș aflat sub contract cu Bayern München și jucător național francez.

## Carieră
Upamecano a jucat pentru echipa de tineret Valenciennes FC, din Franța. După ce a atras atenția mai multor cluburi europene importante, inclusiv Manchester United, s-a alăturat echipei Red Bull Salzburg în iulie 2015 pentru o sumă raportată de 2,2 milioane de euro. A fost rezervă nefolosită în meciul de UEFA Champions League a lui Red Bull cu Malmö FF la 29 iulie 2015. Și-a făcut debutul profesional cu Red Bull două zile mai târziu, într-o victorie în campionat cu 2-1 împotriva lui St. Pölten.

## Statistici
La meciul jucat pe 1 septembrie 2024. 
| Club              | Sezon         | Campionat                      | Campionat | Campionat | Cupă    | Cupă   | Europa  | Europa | Altele  | Altele | Total   | Total  |
| Club              | Sezon         | Divizie                        | Meciuri   | Goluri    | Meciuri | Goluri | Meciuri | Goluri | Meciuri | Goluri | Meciuri | Goluri |
| ----------------- | ------------- | ------------------------------ | --------- | --------- | ------- | ------ | ------- | ------ | ------- | ------ | ------- | ------ |
| Liefering         | 2015–16       | Austrian Football First League | 16        | 0         | —       | —      | —       | —      | —       | —      | 16      | 0      |
| Red Bull Salzburg | 2015–16       | Austrian Football Bundesliga   | 2         | 0         | 0       | 0      | 0       | 0      | —       | —      | 2       | 0      |
| Red Bull Salzburg | 2016–17       | Austrian Football Bundesliga   | 15        | 0         | 1       | 0      | 5       | 0      | —       | —      | 21      | 0      |
| Red Bull Salzburg | Total         | Total                          | 17        | 0         | 1       | 0      | 5       | 0      | 0       | 0      | 23      | 0      |
| RB Leipzig        | 2016–17       | Bundesliga                     | 12        | 0         | 0       | 0      | —       | —      | —       | —      | 12      | 0      |
| RB Leipzig        | 2017–18       | Bundesliga                     | 28        | 3         | 2       | 0      | 11      | 0      | —       | —      | 41      | 3      |
| RB Leipzig        | 2018–19       | Bundesliga                     | 15        | 0         | 3       | 0      | 4       | 0      | —       | —      | 22      | 0      |
| RB Leipzig        | 2019–20       | Bundesliga                     | 28        | 0         | 2       | 0      | 8       | 0      | —       | —      | 38      | 0      |
| RB Leipzig        | 2020–21       | Bundesliga                     | 29        | 1         | 5       | 0      | 7       | 0      | —       | —      | 41      | 1      |
| RB Leipzig        | Total         | Total                          | 112       | 4         | 12      | 0      | 30      | 0      | —       | —      | 154     | 4      |
| Bayern München    | 2021–22       | Bundesliga                     | 28        | 1         | 1       | 0      | 8       | 0      | 1       | 0      | 38      | 1      |
| Bayern München    | 2022–23       | Bundesliga                     | 29        | 0         | 3       | 1      | 10      | 0      | 1       | 0      | 43      | 1      |
| Bayern München    | 2023–24       | Bundesliga                     | 26        | 1         | 0       | 0      | 7       | 0      | 1       | 0      | 34      | 1      |
| Bayern München    | 2024–25       | Bundesliga                     | 2         | 0         | 1       | 0      | 0       | 0      | 0       | 0      | 3       | 0      |
| Bayern München    | Total         | Total                          | 84        | 2         | 5       | 1      | 25      | 0      | 3       | 0      | 117     | 3      |
| Total carieră     | Total carieră | Total carieră                  | 230       | 6         | 18      | 1      | 60      | 0      | 3       | 0      | 310     | 7      |

1. ↑  O apariție în UEFA Champions League și patru apariții în UEFA Europa League
2. ↑  Cinci apariții în UEFA Champions League și șase apariții în UEFA Europa League
3. ↑  Apariții în UEFA Europa League
4. 1 2 3 4 5  Apariții în UEFA Champions League
5. 1 2 3  Apariție în DFL-Supercup